# Liste de joueurs des ligues majeures qui ont 150 triples
Au baseball, un triple est un coup sûr qui permet au frappeur de courir jusqu'au troisième but sans erreur de la défense. 49 joueurs ont frappé au moins 150 triples pendant leurs carrière en Ligue majeure de baseball, le meneur de tous les temps étant Sam Crawford avec 309. La plupart des joueurs de ce classement ont terminé leur carrière avant 1940.
Le dernier joueur ayant franchi le palier des 150 triples est Roberto Clemente en 1972. Après la saison 2011 de la MLB, Carl Crawford est le meilleur frappeur de triples parmi les joueurs actifs, avec 112 coups de trois buts.

## Classement
(*) membre du Temple de la renommée du baseball.
Statistiques mises à jour après la saison 2011.

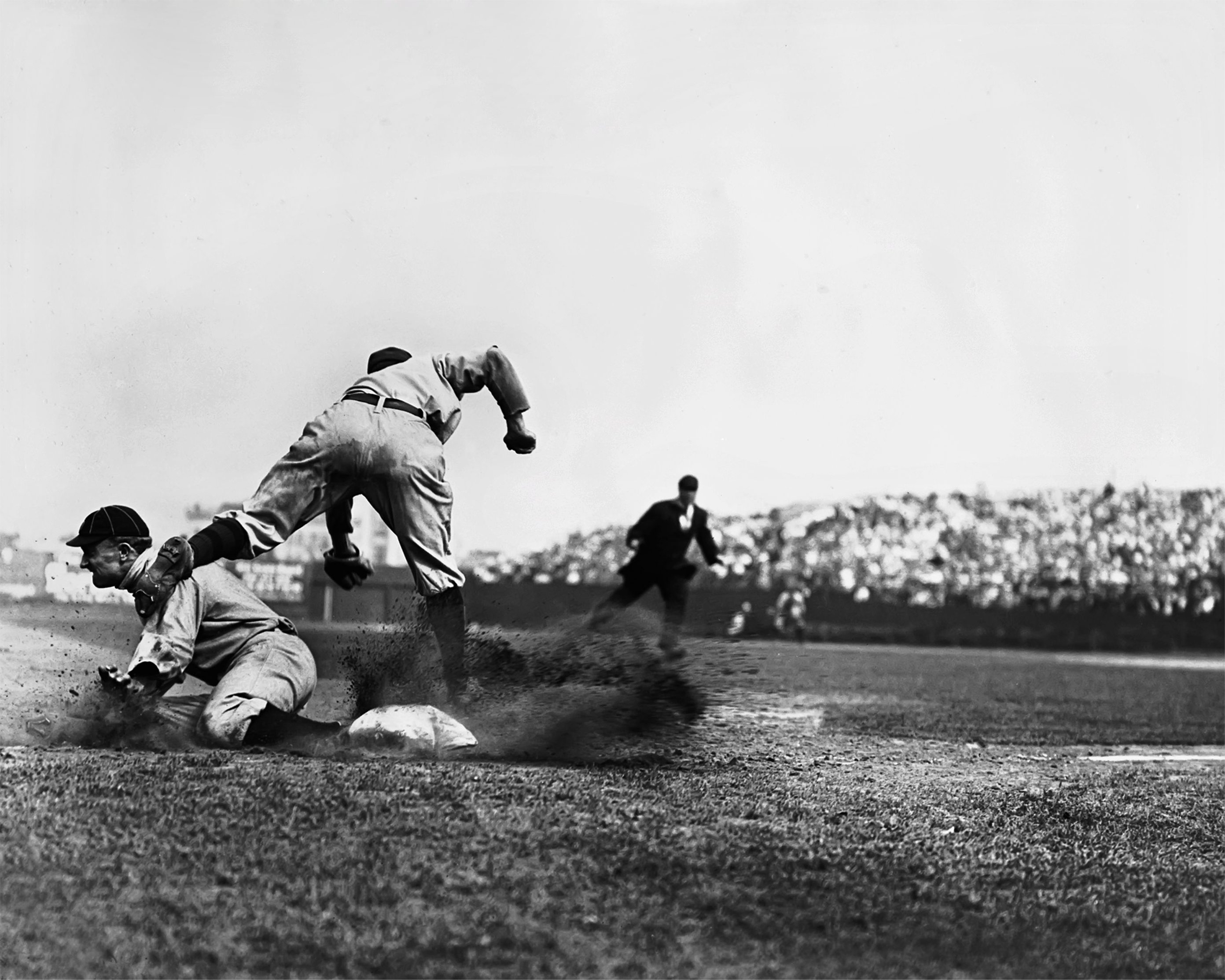
Ty Cobb, deuxième meilleur frappeur de triples de l'histoire, glisse au troisième but.

| Rang | Joueur                                                    | Triples |
| ---- | --------------------------------------------------------- | ------- |
| 1    | Sam Crawford *                                            | 309     |
| 2    | Ty Cobb *                                                 | 295     |
| 3    | Honus Wagner *                                            | 252     |
| 4    | Jake Beckley *                                            | 243     |
| 5    | Roger Connor *                                            | 233     |
| 6    | Tris Speaker *                                            | 222     |
| 7    | Fred Clarke *                                             | 220     |
| 8    | Dan Brouthers *                                           | 205     |
| 9    | Joe Kelley *                                              | 194     |
| 10   | Paul Waner *                                              | 191     |
| 11   | Bid McPhee *                                              | 188     |
| 12   | Eddie Collins *                                           | 187     |
| 13   | Ed Delahanty *                                            | 185     |
| 14   | Sam Rice *                                                | 184     |
| 15   | Jesse Burkett * Ed Konetchy Edd Roush *                   | 182     |
| 18   | Buck Ewing *                                              | 178     |
| 19   | Rabbit Maranville * Stan Musial *                         | 177     |
| 21   | Harry Stovey                                              | 174     |
| 22   | Goose Goslin *                                            | 173     |
| 23   | Tommy Leach Zack Wheat *                                  | 172     |
| 25   | Rogers Hornsby *                                          | 169     |
| 26   | Shoeless Joe Jackson                                      | 168     |
| 27   | Roberto Clemente * Sherry Magee                           | 166     |
| 29   | Jake Daubert                                              | 165     |
| 30   | Elmer Flick * George Sisler * Pie Traynor *               | 164     |
| 33   | Bill Dahlen George Davis (en) * Lou Gehrig * Nap Lajoie * | 163     |
| 37   | Mike Tiernan                                              | 162     |
| 38   | Sam Thompson * George Van Haltren                         | 161     |
| 40   | Harry Hooper * Heinie Manush *                            | 160     |
| 42   | Max Carey * Joe Judge                                     | 159     |
| 44   | Ed McKean                                                 | 158     |
| 45   | Kiki Cuyler * Jimmy Ryan                                  | 157     |
| 47   | Tommy Corcoran                                            | 155     |
| 48   | Earle Combs *                                             | 154     |
| 49   | Jim Bottomley * Harry Heilmann *                          | 151     |

## Joueurs en activité

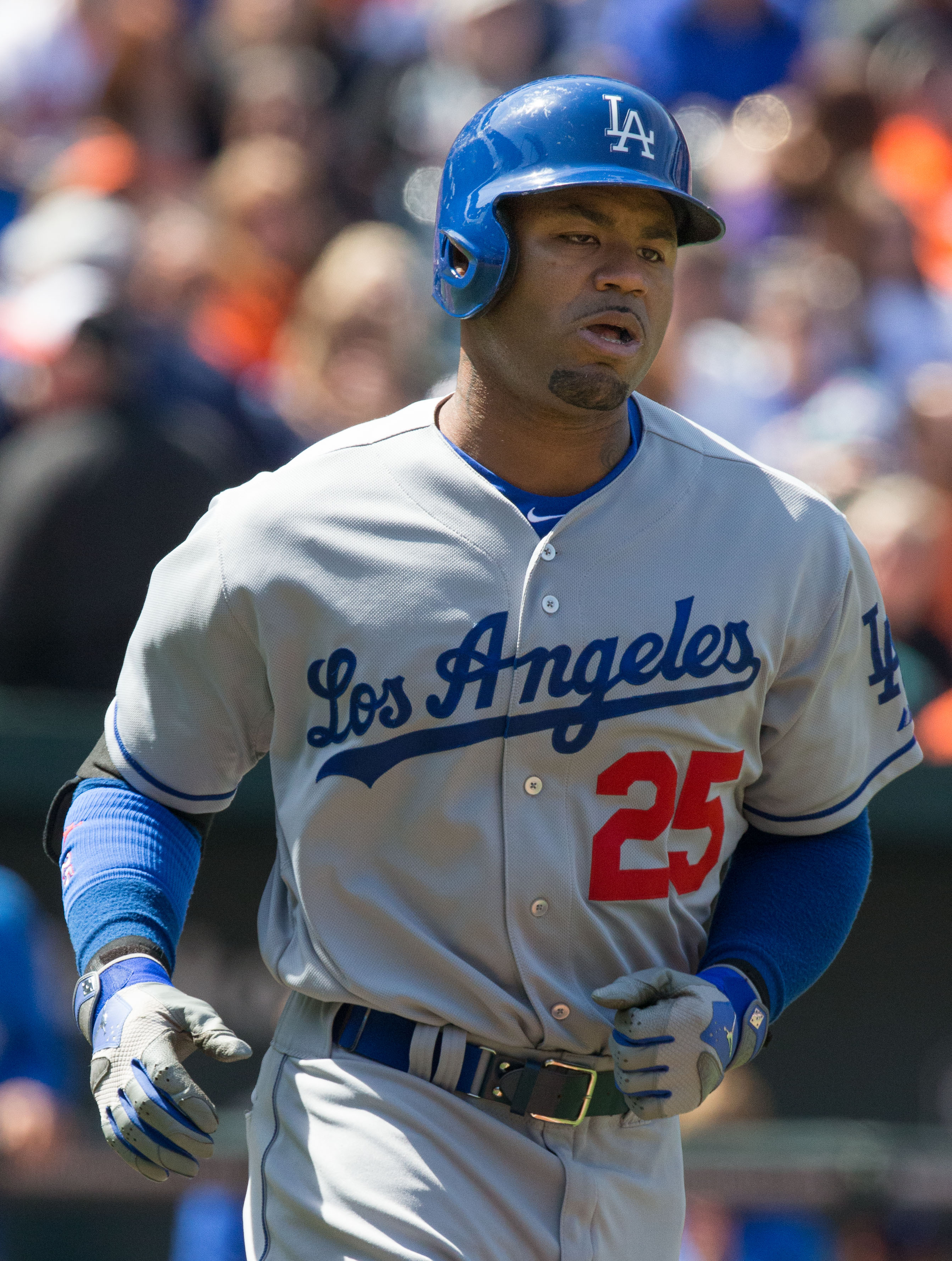
Carl Crawford mène les joueurs actifs pour les triples après la saison 2013.

Les meneurs pour les triples après la saison 2013 de la Ligue majeure de baseball.
| Rang | Joueur            | Triples |
| ---- | ----------------- | ------- |
| 1    | Carl Crawford     | 117     |
| 2    | José Reyes        | 111     |
| 3    | Jimmy Rollins     | 107     |
| 4    | Juan Pierre       | 94      |
| 5    | Ichiro Suzuki     | 83      |
| 6    | Curtis Granderson | 80      |
| 7    | Carlos Beltrán    | 77      |
| 8    | Rafael Furcal     | 68      |
| 9    | Shane Victorino   | 67      |
| 10   | Derek Jeter       | 65      |